# Colom imperial de Carlota
El colom imperial de Carlota (Ducula carola) és una espècie d'ocell de la família dels colúmbids (Columbidae) que habita els boscos de Luzon, Mindoro, Negros, Mindanao, a altres de les illes Filipines.